# Opel Patentmotorwagen „System Lutzmann“
O Patentmotorwagen "System Lutzmann" foi o primeiro automóvel construído pela Opel, após a mesma entrar no ramo automobilístico em 1899. O Motorwagen foi montado na fábrica de Rüsselsheim, de 1899 a 1902. Contou com o apoio técnico do construtor de automóveis Friedrich Lutzmann.
O Motorwagen tinha um motor de 1,5 litros e um cilindro horizontal na traseira. Com 3,5 cv, atingia a velocidade de 20 km/h.
Em três anos de produção foram construídos 65 automóveis, sendo depois sua produção encerrada devido à sua forma já ultrapassada.